# Eurithia emdeni
Eurithia emdeni är en tvåvingeart som först beskrevs av Louis-Paul Mesnil 1957.  Eurithia emdeni ingår i släktet Eurithia och familjen parasitflugor. Inga underarter finns listade i Catalogue of Life.